# Katherine Stanhope
Katherine Stanhope, grevinna av Chesterfield, död 1667, var en engelsk hovfunktionär. Hon var hovdam åt Maria, prinsessa av Oranien 1641-1660, Anne Hyde 1660-1662, och Katarina av Bragança 1662-1667. Hon var Postmaster General of England 1664-1667, ett ämbete hon ärvde efter sin make, och var den första kvinnan i denna ställning. Under engelska inbördeskriget deltog hon i ett flertal rojalistiska intriger och gav värdefullt finansiellt stöd till rojalisterna. 